# Ульяновка (Лиманский район)
Ульяновка (укр. Улянівка) — село, относится к Лиманскому району Одесской области Украины.
Население по переписи 2001 года составляло 87 человек. Почтовый индекс — 67503. Телефонный код — 4855. Занимает площадь 0,43 км². Код КОАТУУ — 5122755105.

## Местный совет
67500, Одесская обл., Лиманский р-н, пгт Доброслав, ул. Киевская, 77